# Златева, Светла
Светла Стефанова Златева (болг. Светла Стефанова Златева; род. 25 февраля 1952, Горна-Оряховица, Великотырновская область) — болгарская спортсменка, спринтер и бегунья на средние дистанции, специализировалась на дистанциях 400 и 800 метров. Бывшая рекордсменка мира на дистанции 800 м.

## Карьера
Она родилась в Горна-Оряховице, представляла клуб «Левски» София. Была шестой на дистанции 800 м на чемпионате Европы 1970 года в помещении. На чемпионате Европы 1971 года в помещении финишировала четвёртой на 400 м и выиграла бронзовую медаль в эстафете 4×400 м. Выиграла бронзовую медаль на дистанции 800 м на чемпионате Европы 1972 года в помещении, четвёртое место на чемпионате Европы 1973 и 1974 года в помещении. Финишировала пятой на чемпионате Европы 1977 года в помещении и завоевал серебряную медаль на чемпионат Европы 1981 года в помещении.
Выиграв медаль на дистанции 800 м на Чемпионате Европы 1972 года в помещении, она продолжила традицию успешных выступлений болгарских спортсменов на этих соревнованиях, где они завоевали медали на дистанции 800 м в 1972, 1973, 1975, 1976, 1977, 1978 и 1979 годах. Кроме Златевой медали завоёвывали Стефка Йорданова, Росица Пехливанова, Николина Штерева, Лиляна Томова и Тотка Петрова.
Дважды участвовала в Олимпийских играх. На летних Олимпийских играх 1972 года выступала на 800 м, выиграв предварительный забег с результатом 1.58,93 (олимпийский рекорд). В полуфинале была второй, а затем четвёртый в финале с результатом 1.59,72. Первые 600 метров финального забега она лидировала, но на финише её обошли Хильдегард Фальк, Ниёле Сабайте и Гунхильд Хоффмайстер; В этом забеге Фальк превысила олимпийский рекорд Златевой. 24 августа 1973 года а Афинах Златева на 0,97 секунд превысила мировой рекорд Фальк, пробежав дистанцию за 1.57,48. Рекорд продержался до 12 июня 1976 года, когда советская бегунья Валентина Герасимова пробежала дистанцию за 1.56,0. На своей второй Олимпиаде в 1976 году Златева выиграла первый забег, финишировала третьей в полуфинале с результатом 1.57,93, но в финале была только шестой с результатом с 1.57,21. Она также выступала в эстафете, но команде не удалось выйти во второй круг соревнований. Результат 1.57,21 минут остался её личным рекордом до конца выступлений в большом спорте. Её личный рекорд на дистанции 400 м — 52,9 был показан в 1973 году.
Она была чемпионкой Болгарии на дистанции 400 м в 1971 и 1976 годах, и на дистанции 800 и 1500 м в 1973 году, а также чемпионкой страны в закрытых помещениях в беге на 400 м в 1971, 1972 и 1973 годах и на 800 метрах в 1981 году.

## Личная жизнь
Златева была замужем за борцом, участником Олимпийских игр Иваном Колевым. В течение этого времени она была известна как Светла Златева-Колева.